# 印度苦槠
印度苦槠（学名：Castanopsis indica），又名印度锥，为壳斗科锥栗属下的一个种，分佈於尼泊爾、不丹和臺灣。生长在海拔约1500米以下山地常绿阔叶林中，常为上层树种。分布于越南、老挝、缅甸、尼泊尔、不丹、锡金、印度。中国分布在广东、海南、广西、云南四省区的南部、西藏东南部（墨脱）。
种名indica意为印度的。